# Denominacija (religija)
Denominácija je druga najvišja verska organizacija, ki jo preseže samo Cerkev.
Denominacija je po organizaciji na nižjem nivoju kot Cerkev, toda ima pravtako razširjeno članstvo; med člani vladajo formalni odnosi. 
V nasprotju s Cerkvijo denominacija ne teži k univerzalizmu, ne nasprotuje sekularizaciji, ampak se prilagaja vsem z različnimi reformami.
Denominacije dajejo večji poudarek na indiviualni verski aktivnosti svojih članov ter na demokratično kontrolo verskih funkcionarjev.
Ta tip religijske organizacije je najbolj pogost v ZDA.
Denominacije so:
- metodisti
- baptisti